# Tommy Tune
Thomas Tune, dit Tommy Tune, est un acteur, danseur, chanteur, directeur de théâtre, producteur et chorégraphe américain, né le 28 février 1939, à Wichita Falls (Texas).
Durant sa carrière, il a gagné dix Tony Awards et la National Medal of Arts.

## Biographie

### Ses débuts
Thomas James Tune est né au Texas d'un père travaillant sur des plateformes pétrolières, entraîneur de chevaux et restaurateur Jim Tune et d'Eva Mae Clark. Il fréquente l'université Lamar High School (en) à Houston et l'établissement affilié aux méthodistes, Lon Morris College (en) à Jacksonville, Texas.  Il étudie la danse sous la direction de Patsy Swayze à Houston. Il étudie la danse aussi avec Kit Andree à Boulder, Colorado. Il obtient un diplôme d'arts dramatiques à l'université du Texas à Austin en 1962 et un mastère dans le domaine de la direction d'artistes à l'université de Houston. Ensuite, Tommy Tune déménage à New York pour commencer sa carrière.

### Carrière
En 1965, Tune fait ses débuts au théâtre de Broadway en participant à la comédie musicale Baker Street (en).

## Productions de Broadway
- 1965 : Baker Street (en) : participant
- 1966 : A Joyful Noise (en) : participant
- 1967 : How Now, Dow Jones : participant
- 1973 : Seesaw : participant, chorégraphe associé
- 1978 : La Cage aux poules : metteur en scène, chorégraphe
- 1980 : A Day in Hollywood / A Night in the Ukraine : metteur en scène, chorégraphe
- 1982 : Nine : metteur en scène
- 1983 : Ma mère, ses hommes et moi : participant, chorégraphe
- 1987 : Stepping Out : metteur en scène
- 1989 : Grand Hotel : metteur en scène, chorégraphe
- 1991 : The Will Rogers Follies : metteur en scène, chorégraphe
- 1992 : Tommy Tune Tonite! : participant
- 1992 : Bye Bye Birdie : producteur, participant
- 1994 : The Best Little Whorehouse Goes Public : metteur en scène, chorégraphe
- 1994 : Grease (remake) : superviseur de production